# Marcel Robert Tibaleka

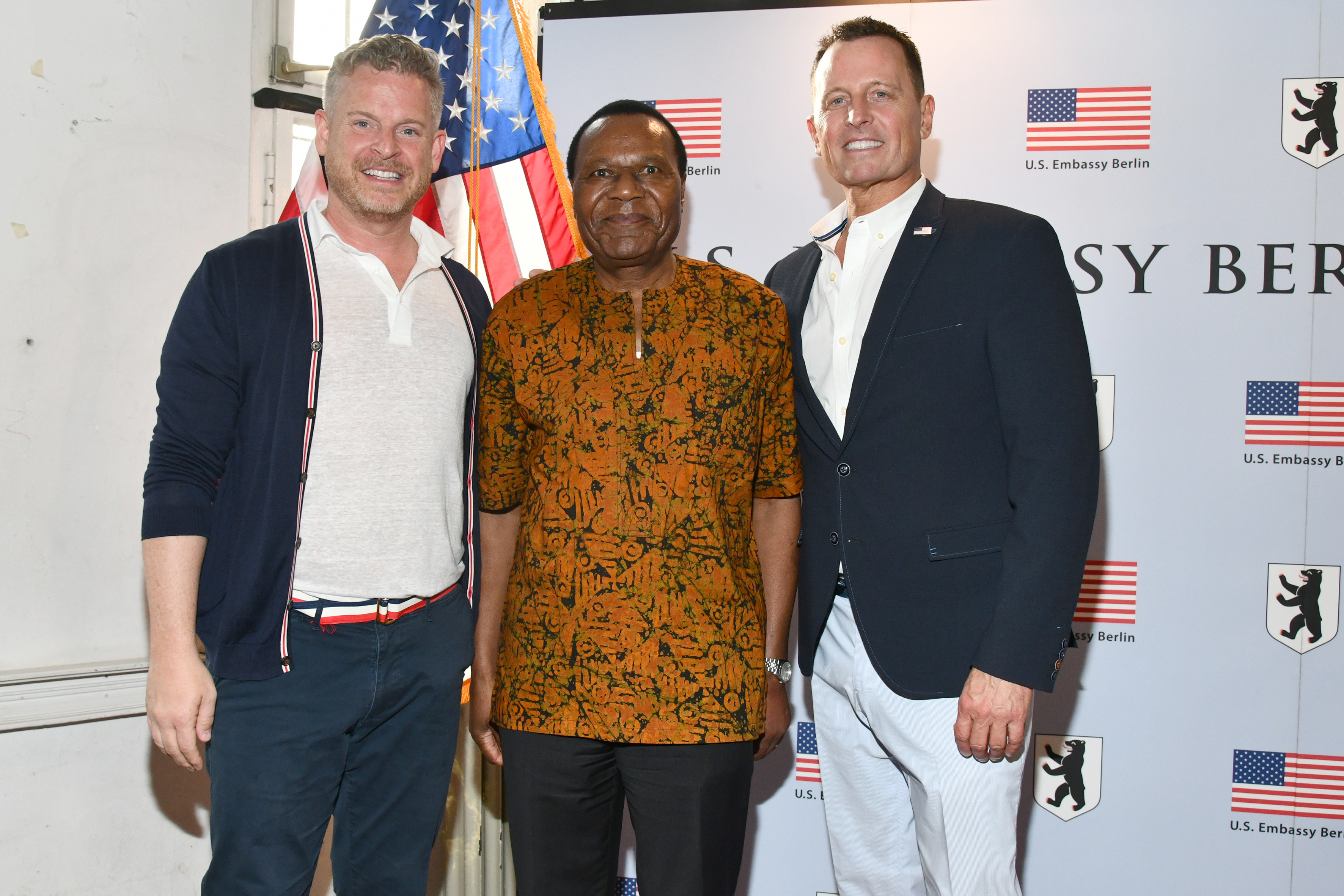
Marcel Robert Tibaleka (Mitte), 2019

Marcel Robert Tibaleka (* 8. Januar 1949) ist ein ugandischer Diplomat.

## Leben
1970 trat er in den Dienst der ugandischen Polizei ein, der er damit auch während der Diktatur von Idi Amin zwischen 1971 und 1979 angehörte. 1971 bis 1972 war er in der Kaserne in Nsambya stationiert. Im Jahr 1973 war er in der zentralen Polizeistation in Kampala eingesetzt. Es folgte von 1974 bis 1975 eine Zeit in der Passagierkontrolle am Flughafen Entebbe. 1976 und 1977 war er in Masaka und Arua eingesetzt. Im Jahr 1979 arbeitete er im Verbindungsbüro in Nairobi in Kenia. Von 1981 bis 1983 war er Attaché an der ugandischen Botschaft in Nairobi. 1983 wurde er im Bereich Auslandsbeziehungen Leiter der Sonderabteilung, bis er 1988 Head of Operations wurde. Er blieb jedoch bis 1996 für die Sonderabteilung zuständig. Es folgte von 1996 bis 2007 ein Einsatz als Force Transport Officer.
Er erwarb ein Zertifikat der Universität Clermont in Frankreich sowie ein Diplom des Instituts für öffentliche Verwaltung von Uganda.
Am 18. Juli 2013 wurde er als ugandischer Botschafter in Deutschland akkreditiert. Nebenakkreditierungen erfolgten in Österreich, Tschechien, Ungarn, dem Heiligen Stuhl, Slowakei, Bulgarien, Rumänien und Polen. Außerdem ist er Ständiger Vertreter seines Landes bei den Vereinten Nationen in Bonn und Wien.

## Persönliches
Marcel Robert Tibaleka ist verheiratet und Vater von sieben Kindern. Er spricht Deutsch, Englisch, Französisch, Runyoro und Swahili.